# Potestas
Potestas é uma palavra latina que significa poder, competência ou faculdade. Ela é um importante conceito no direito romano.

## Roma antiga
Todo magistrado romano era, em virtude de sua eleição pela Comitia, investido de uma certa quantia de poder civil, tecnicamente denominado Potestas, pelo qual ele era encarregado do direito de cumprir as funções de seu gabinete, e, se impedido, de reforçar a obediência às suas ordens legais por multa, prisões ou outros. A quantidade de Potestas variava de acordo com o gabinete. Os magistrados que tinham o direito de ser atendidos por lictores, nomeadamente, os cônsules e os pretores, não apenas tinham o direito de prender qualquer pessoa presente (prensio) mas também de convocar qualquer pessoa ausente a aparecer perante eles para reforçar a sua presença (vocatio).:770 Aqueles que, novamente, eram atendidos por Viatores, o Tribuni Plebis por exemplo, apenas tinham o direito a prisões e não a convocações.